# 사이냐불리주

사이냐불리도

사이냐불리주(라오어: ໄຊຍະບູລີ 사이냐불리)는 라오스 북서부에 위치한 주로, 주도는 사이냐불리이며 면적은 16,389km2, 인구는 381,376명(2015년 기준), 인구밀도는 23.3명/km2이다. 북쪽으로는 보깨오주, 우돔사이주, 동쪽으로는 루앙프라방주, 비엔티안주와 인접해 있으며 남쪽으로는 태국 르이 주, 핏사눌록 주, 우따라딧 주, 난 주, 파야오 주와 인접해 있다.
1904년 시암이 이 곳을 프랑스령 인도차이나 식민지에 넘겨줬으며 1941년 주의 이름을 란창 주로 바꿔 태국의 영토가 되었지만 1946년 전쟁 전의 이름인 사이냐불리주로 변경하여 오늘에 이른다. 사이냐불리도는 매년 2월에 열리는 코끼리 축제로 유명하며 전 세계 관광객이 이 곳을 방문한다.